# Alfred Couttet
Alfred Adolphe Couttet, surnommé « Couttet Champion », né le 8 mai 1889 aux Rebats près de Chamonix-Mont-Blanc et mort le 7 juin 1974, est un skieur, alpiniste, guide et photographe français qui importa en France la technique et le matériel d'escalade utilisé dans les Alpes orientales. Il crée la toute première école de ski en 1909.

## Biographie

### Le skieur
Alfred Couttet commence à skier à l'âge de sept ans avec des skis improvisés. Après avoir pris part à sa première course internationale en 1907, il est champion de France de ski nordique en 1909, 1913 et 1914. Il invente avec son frère Jules une fixation de ski métallique, simple, robuste et légère. Au retour de la Première Guerre mondiale, Alfred Couttet est très affaibli et ne peut plus rivaliser avec la nouvelle génération de skieurs.

### L'alpiniste
Avant guerre, il accomplit avec Joseph Bouchard l'ascension hivernale aller-retour du mont Blanc depuis Chamonix en 12 heures, un record qui tiendra près de soixante ans. Après guerre, après s'être rétabli, Alfred Couttet entame une nouvelle carrière de guide. Il parcourt en particulier les Tatras, la Sierra Nevada et les Dolomites. Dans ces dernières, il découvre l'usage des pitons, des mousquetons et des espadrilles d'escalade. C'est à son instigation que Simond fabrique à Chamonix les premiers pitons français. En 1928, il défriche la falaise des Gaillands et en fait, avec notamment Roger Frison-Roche, une école d'escalade. On lui doit quelques premières de grande ampleur.

#### Premières
- 1920 - Face nord-ouest de l'aiguille du Peigne avec J.W. Alexander
- 1927 - Aiguille de Roc avec Miss Miriam O'Brien et Vital Garny, le 6 août
- 1929 - Couloir Couturier à l'aiguille Verte avec Henry Bradford Washburn, Georges Charlet et André Devouassoux
- 1930 - Première traversée intégrale des Grandes Jorasses avec Miss Fitzgerald et Anatole Bozon

## Décorations
- Chevalier de la Légion d'honneur (14 avril 1962)
- Croix de guerre 1914–1918
- Croix de guerre 1939–1945
- Officier d'académie
- Médaille d'or de l'éducation physique
- Médaille d'or du sauvetage